# Jajnik
Jajnik ili ovarij je parni organ, spolna žijezda, koja je dio ženskog spolnog sustava. Smješten je u maloj zdjelici u prostoru koji se naziva lat. fossa ovarica, a nalazi se ispred unutarnje i iza vanjske bočne arterije (lat. a. iliaca interna et externa). Jajnici su ovalnog oblika, veličine ovećeg badema u odrasle žene. Uloga im je: oogeneza i lučenje spolnih hormona.

## Anatomija
Jajnici su bademastog oblika i čvrste konzistencije, dimenzija 3 cm × 1,5 cm × 1,5 cm (u zdrave odrasle žene). Smješteni su lateralno od maternice i kaudalno od jajovoda. Jajnik je gotovo cijeli prekriven peritonealnom membranom (osim njegovog hilusa). Za maternicu su pričvršćeni širokom materničnom svezom (lat. ligamentum latum uteri), a s jajovodom nisu spojeni, iako su u jako bliskom doticaju.  
Jajnik dobiva krv iz jajnične arterije (arteria ovarica) koja je izravni ogranak trbušne aorte. Jajnik ima i drugi izvor arterijske krvi, preko maternične arterije (a. uterina), što štiti jajnik od ishemije i omogućuje povećano pritjecanje krvi tijekom raznih faza menstruacijskog ciklusa i trudnoće.

## Histologija
Jajnik se sastoji od dva neoštro razgraničena dijela kore i moždine. 

### Kora
Kora (lat. cortex) je vanjski sloj jajnika, koji je na vanjskoj strani obložen mezotelom, koji se sastoji od jednostavnih pločastih stanica. Taj sloj se naziva i germinativni ili pokrovni epitel (naziv germinativni ne označava zametni). Taj epitel obnavlja površinu jajnik nakon što ovulacijom nastane manjak na površini jajnika. Ispod pokrovnog epitel je vezivna ovojnica (lat. tunica albuginea) koja nije jedinstveni sloj koji obuhvaća jajnik već se isprepliće u dubinu s ostalim vezivnim dijelovima kore i moždine jajnika. Ispod ova dva gornja sloj nalaze se folikuli (jajnični mješak) jajnika koje dijelimo na primarne, sekundarne, i Graafove folikule. Iz primarnih folikula razvijaju se sekundarni koji zatim postanu Graafovi. Sve vrste folikuli sadrže jajnu stanicu, ali se ne razvije svaki primarni folikul do Graafova folikula, iz kojeg dolazi do ovulacije. Nakon ovulacije Graafov folikul postane žuto tijelo (lat. corpus luteum) i ako ne dođe do trudnoće, bijelo tijelo (lat. corpus albicans). Posebne stanice (granuloza stanice) koje čine stijenku folikula izlučuju ženske spolne hormone koji su važni za pripremu maternice za prihvat oplođene jajne stanice. 

### Moždina
Moždina jajnika građena je od različitih struktura kao što su vezivne stanice ili krve žile. Moždina sadrži i malu skupinu stanica koje luče muške spolne hormone, nazivaju se hilusne stanice, a homologne su Leydigovim stanicama u sjemeniku muškarca.

## Patologija
Patologija jajnika obuhvaća:
- Poremećaji razvitka jajnika
- Funkcionalne promjene jajnika - atrofija jajnika, hipeplazija jajnika, ciste jajnika, policistični jajnici
- Upale jajnika
- Novotvorine jajnika